# Thiviers
Thiviers è un comune francese di 2 865 abitanti situato nel dipartimento della Dordogna nella regione della Nuova Aquitania.

## Storia

### Medioevo
Le prime tracce di documenti ufficiali relativi alla città risalgono all'XI secolo. Città franca, Thiviers aveva il diritto di coniare la propria moneta dall'inizio della monarchia francese. Inoltre, nell'XII secolo, era una delle 32 città murate del Périgord.
La città, situata lungo il percorso del Cammino di Santiago, divenne una fortezza costruita attorno alla sua chiesa e ai suoi castelli che all'epoca erano tre: Les Pélisses, di fronte alla chiesa e demolito nel 1790 (ora Place Foch), il castello di Vaucocourt situato dietro la chiesa (il cui aspetto medievale non è quasi più riconoscibile dopo numerosi restauri nel corso dei secoli) e il Château Banceil che fungeva da prima difesa contro gli attacchi provenienti da Périgueux (ora convertito in abitazione privata).
Come ogni città feudale, Thiviers oltre ad essere protetta da bastioni e mura, era circondata da ampi e profondi fossati. Aveva inoltre al suo interno una prigione, una piazza d'armi (sul sito dell'attuale Place de la République), un convento e un piccolo ospizio.
Si entrava in città da tre accessi: la porte de Pèze a nord, la porte de la Tour a ovest e la porte du Thou (o du Thon) a sud; ma l'entrata, o meglio la sortita, dalla città poteva essere effettuata anche da passaggi sotterranei, in seguito in gran parte interrati. Attorno a Thiviers sorsero numerosi castelli e manieri fortificati come il maniero di Limagnes, il castello di Filolie o quello di Planeau.
La città fu occupata e saccheggiata più volte: annessa alla Corona inglese da Riccardo Cuor di Leone, ritornò francese nel XII secolo. Giovanni Senzaterra, re d'Inghilterra, se ne impadronì nel 1211 e Guy, visconte di Limoges, la riconquistò nel 1212. Fu nuovamente ripresa dagli inglesi che furono cacciati durante il regno di Carlo VI di Francia.
La cattolica città di Thiviers, nel 1575 subì l'assedio da parte dei Calvinisti di Enrico, visconte di Turenne nel corso della quinta guerra di religione francese.

Thiviers subì spesso carestie ed epidemie di peste, ma riuscì ogni volta a riprendersi in qualche modo.

### Dal XVIII secolo
Nella seconda metà del XVIII secolo, la città vide l'installazione di una stazione di posta e della sua prima fabbrica di faience.
Thiviers attraversò la Rivoluzione francese senza esecuzioni ma non senza danni poiché gli archivi della città vennero bruciati e il castello di Pélisses raso al suolo. La città non trovò una vera stabilità fino al 1794, quando fu eletto il suo primo sindaco, Jean Theulier.

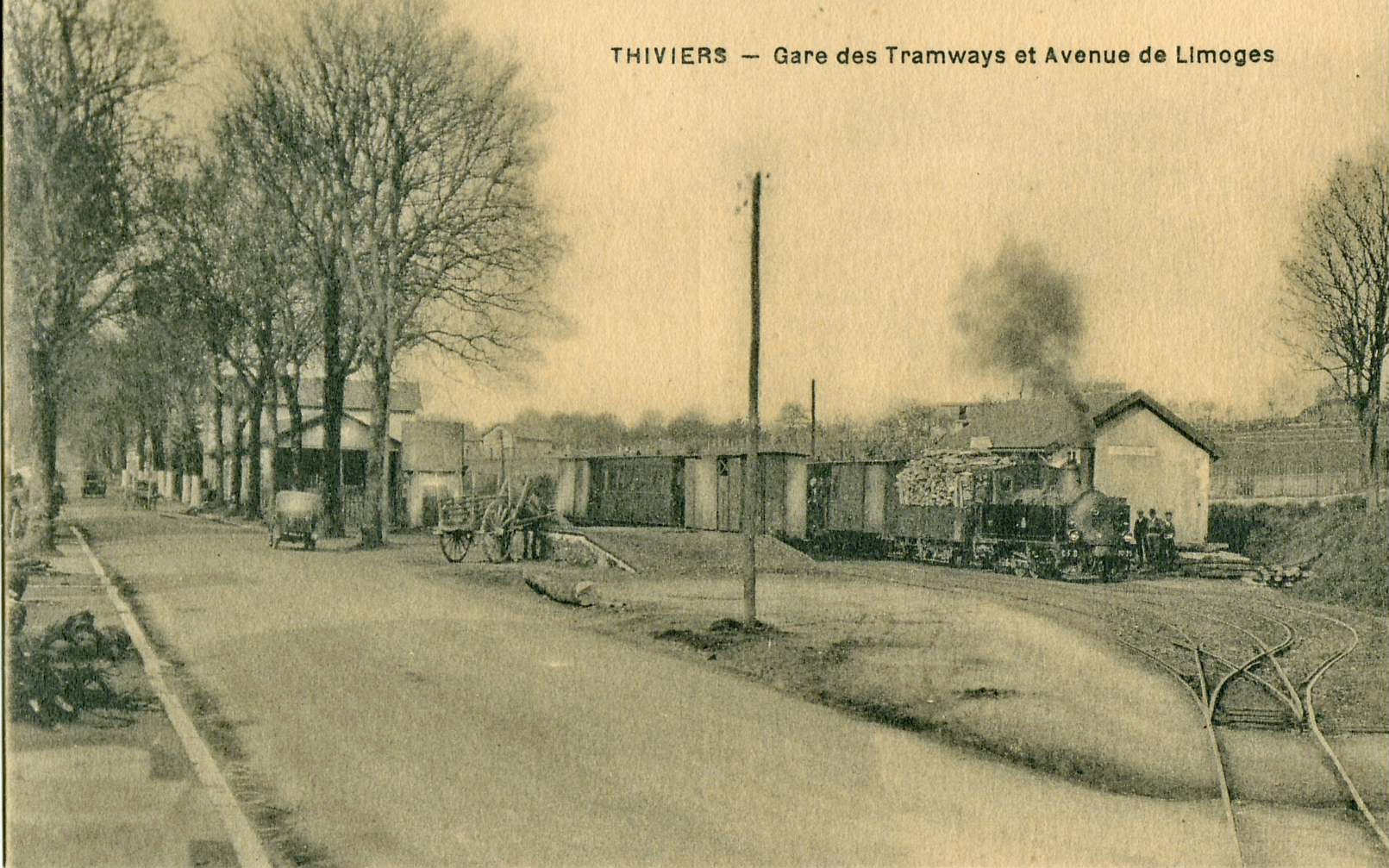
Il capolinea della linea a scartamento metrico Saint-Yrieix - Thiviers, della Tramways de la Dordogne.

La città fu servita dalla ferrovia dal 1861, anno in cui fu aperta la linea Limoges-Bénédictins - Périgueux, e divenne uno snodo ferroviario con l'entrata in servizio nel 1892 della linea Quéroy-Pranzac - Thiviers (chiusa al traffico passeggeri nel 1940 e merci nel 1971) e, nel 1898, della linea Thiviers - Saint-Aulaire - Brive-la-Gaillarde (chiusa ai viaggiatori nel 1940 e alle merci nel 1986). Fu anche il capolinea di una linea di tram diretta a Saint-Yrieix-la-Perche della società Tramways de la Dordogne, attiva dal 1912 al 1934.
In un primo tempo entrò in una fase di sviluppo più agricola e commerciale che industriale. La prima brigata di vigili del fuoco (Brigade de sapeurs-pompiers), con funzioni di difesa civile ed operazioni antincendio, fu creata nel 1872.
Per le crescenti esigenze energetiche della città, nel 1876 Thiviers fu dotata di una fabbrica di gas alimentata a carbone che rimase in funzione fino al 1960.
L'elettricità arrivò tardi, alla fine del 1923. Nel 1904 aprì la prima scuola comunale per ragazzi. Le ragazze furono ammesse successivamente.

### La famiglia di Vaucocourt
La famiglia Vaucocourt (o Vaucocour o Veaucocours) ebbe un ruolo importante nella storia di Thiviers. Le prime notizie al riguardo risalgono almeno all'XI secolo.
I Vaucocourt costruirono l'omonimo castello e per secoli furono a capo della città.

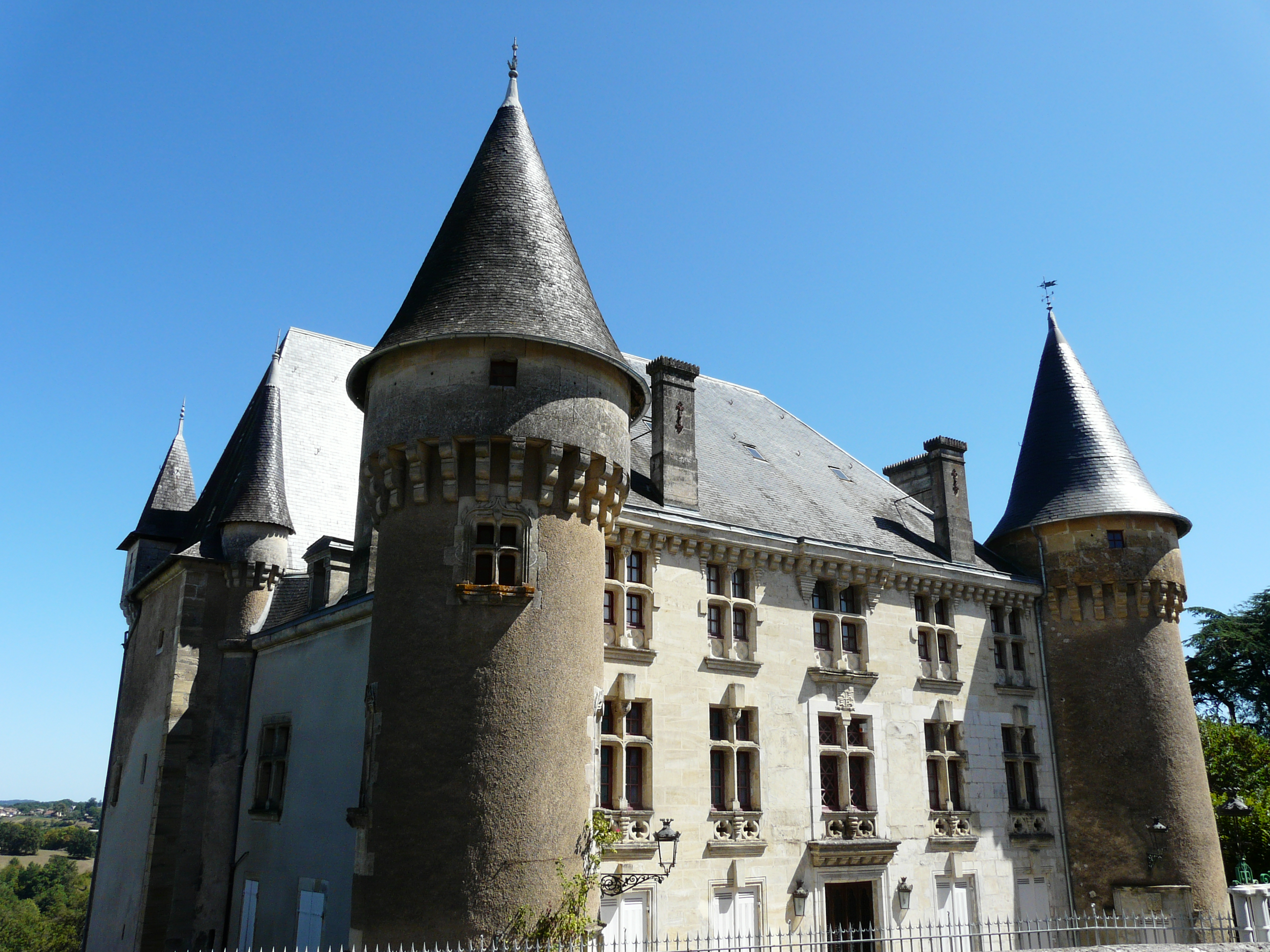
Château de Vaucocour a Thiviers

Nel maggio 1640, François de Vaucocourt, signore di Thiviers e capitano di una compagnia di cavalleggeri, si recò ad Abjat dove fu assassinato. Esistono due versioni su questo omicidio. La prima è che fu vittima di una rivolta contro il re Luigi XIII e che gli abitanti di questo villaggio lo avrebbero picchiato a morte. La seconda, più un racconto popolare che storia reale, afferma che François de Vaucocourt andò a Fargeas sulla strada per Abjat per di rapire una bellissima popolana di cui si era invaghito non corrisposto, e Jean Masfranc, promesso della ragazza, lo avrebbe ucciso con un colpo di carabina.
Questo crimine fu punito severamente: il colpevole e i presunti complici furono torturati e giustiziati in pubblico, il mercato coperto fu abbattuto e la campana della chiesa di Abjat di 900 kg venne confiscata e consegnata alla famiglia Vaucocourt per la cappella del loro castello.
La discendenza maschile della famiglia si estinse all'inizio del XIX secolo.

### La famiglia Theulier
Un'altra famiglia strettamente legata a Thiviers è la famiglia Theulier. Le sue origini risalgono almeno al XVII secolo: un certo signor Theulier fu nominato console della città nel 1608.
Nel XIX secolo, il dottor Jules Theulier (1795–1876) era noto per la sua carità ed era conosciuto come il "medico dei poveri"; in riconoscimento della sua attività, una strada porta il suo nome. Suo figlio Albert (1840–1912) fu a lungo sindaco della città, e a lui nel 1914 venne dedicato un monumento. Medico come il padre, continuò a gestire gli interessi dell'azienda di famiglia che produceva la pomata oftalmica della "Veuve Farnier" creata nel 1764, ma si dedicò soprattutto all'amministrazione municipale e alla politica; la sua carriera fu coronata dall'elezione a deputato nel 1881.
Dal 1922, la casa della famiglia è diventata il municipio e il terreno adiacente è stato rinominato parco Theulier.

### Simboli
È nel 1641 che appare lo stemma d'azzurro, alla campana d'argento, alla bordura di rosso, considerato a torto il vero simbolo di Thiviers. L'albero fa riferimento alle vaste foreste che circondano la città, mentre la campana ricorda quella portata via dal campanile di Abjat-sur-Bandiat dopo la condanna emessa l'8 maggio 1641 come risarcimento per la morte di François de Vaucocourt, capitano del Re e governatore di Thiviers, ucciso dagli abitanti di Abjat durante una rivolta. Questa campana di 900 kg, raffigurata simbolicamente sullo scudo, si trovava realmente sul campanile della cappella privata dei Vaucocourt, e nel 1735 ne provocò il crollo a causa del suo peso.

## Società

### Evoluzione demografica
Abitanti censiti